# Lesbœufs
Lesbœufs é uma comuna francesa na região administrativa de Altos da França, no departamento de Somme. Estende-se por uma área de 5,97 km². Em 2010 a comuna tinha 184 habitantes (densidade: 30,8 hab./km²).